# Christer Gardell
Christer Göran Harald Gardell, född 4 december 1960 i Nacka, är en svensk finansman, ofta kallad riskkapitalist.

## Bakgrund och utbildning
Christer Gardell är uppvuxen i en lägenhet i Alphyddan i Nacka tillsammans med sin enäggstvillingbror Rickard. Fadern Stig var bokbindare och fackligt aktiv på Esselte Herzogs tryckeri i Finntorp. Modern Hillevi var försäljare i herrekiperingsaffären Gulins. Bröderna Gardell studerade ekonomi på gymnasiet och senare vid Handelshögskolan i Stockholm och även vid London Business School.

## Karriär
Åren 1984–1995 arbetade Christer Gardell på McKinsey & Company och avancerade till partner. 1995–1996 var han senior partner på Nordic Capital.
År 1996 utsågs Gardell till VD för Custos, en position han stannade på till 2001.
År 2002 bildade Gardell tillsammans med Lars Förberg investmentfonden Cevian Capital. Där har han gjort sig känd genom sina affärer i Skandia, Lindex och Intrum Justitia. Hösten 2006 började Cevian gå in som ägare i Volvo och Gardell tog senare plats i valberedningen. På samma sätt har Cevian agerat i TeliaSonera med extra utdelningar ur bolagets kassa som följd. Under 2007 har Cevian även gått in i bolag i Tyskland, bland annat Munich Re. I vissa affärskretsar har Christer Gardell rykte om sig att bedriva affärer med ett kortsiktigt vinstintresse.

## Paradisläckan och "Maltabolaget"
I Paradisläckan framkom att ett mycket stort antal höga politiker och framträdande personer ur näringslivet har pengar i skatteparadis. Christer Gardell, som har stora placeringar i Malta, var en av dessa, vilket i Sverige lyfts fram bland annat av Aktuellt den 7 november 2017.

## Familj
Christer Gardell bor på Solsidan i Saltsjöbaden tillsammans med sin fru Kristina och deras tre döttrar. Familjen har även hus i Båstad, Zermatt och på Mallorca. Tvillingbrodern Rickard Gardell är riskkapitalist i Australien och bor i Sydney.